# Danexit

Locatie van Denemarken in de EU

Danexit (of Dexit) is een neologisme voor de hypothetische terugtrekking van Denemarken uit de Europese Unie (EU), zoals voorgesteld door Deense rechtse populisten en nationalisten in de trant van de Brexit. Het woord is analoog aan de term Brexit, wat staat voor het vertrek van het Verenigd Koninkrijk uit de EU, en is daarom een kofferwoord van 'Dan' (voor Denemarken) en 'exit' (Engels voor 'vertrek').

## Verhaal
Denemarken is sinds 1973 lid van de EU. De Denen stemden in 1992 tegen het Verdrag van Maastricht, waarover opnieuw moest worden onderhandeld nadat Kopenhagen nee had gestemd. In 2000 werd ternauwernood besloten de euro niet als nieuwe munteenheid in te voeren. Volgens enquêtes wil een meerderheid van de respondenten in de EU blijven. De Europese Commissie voert jaarlijks opiniepeilingen uit waaruit blijkt dat tussen de helft en driekwart van de respondenten voorstander is van een verblijf in de EU. Alleen in een onderzoek uit 2016, uitgevoerd door het particuliere opinie-instituut A4V, dat wordt geleid door Dansk Folkeparti (DF) parlementslid Erik Høgh-Sørensen, gaf een derde van de respondenten er de voorkeur aan om op een later tijdstip over de betrekkingen met hun land te beslissen als Groot-Brittannië zou vertrekken. Ook hier was 27% van de ondervraagden voorstander van een onmiddellijk vertrek uit de EU en 30% van de ondervraagden was voorstander van in de EU blijven, terwijl 43% zich daar niet aan wilde binden of er geen mening over had.
Een mogelijk vertrek van Denemarken uit de EU wordt gesteund door enkele politici van de rechts-populistische Dansk Folkeparti. Net als de andere partijen is de liberale partij Venstre tegen het verlaten van de EU. Vertegenwoordigers van de Deense rechtse populisten hadden in de aanloop naar de Britse stemming op 23 juni 2016 al opgeroepen tot hun eigen referendum over het verlaten van de EU. Het Deense parlementslid Kenneth Kristensen Berth zei in een interview in 2016: “Op dit moment wachten we op de resultaten van de Britse onderhandelingen met de EU; over welke relatie Groot-Brittannië met de EU zal aangaan. Ik ben er vrij zeker van dat de uitslag zodanig zal zijn dat het interessant zou kunnen zijn om de Deense kiezers er ook over te laten stemmen." Morten Messerschmidt, eveneens lid van de Dansk Folkeparti, voorspelde begin 2020 dat zijn land binnen tien jaar de Europese Unie zou verlaten. Hij zei te geloven dat de Brexit een groot succes zou worden.

## Opiniepeilingen
| Uitgevoerd in | Uitgevoerd door   | Voor blijven | Voor vertrek             | Geen mening                                      |     |     |     |
| ------------- | ----------------- | ------------ | ------------------------ | ------------------------------------------------ | --- | --- | --- |
| Uitgevoerd in | Uitgevoerd door   | maart 2023   | YouGov/Eurotrack         | Geen mening                                      | 68% | 16% | 16% |
| februari 2021 | YouGov/Eurotrack  | 62%          | 23%                      | 12%                                              |     |     |     |
| april 2020    | Sentio            | 39%          | 39%                      | 22%                                              |     |     |     |
| november 2019 | Eurobarometer     | 63%          | 26%                      | 11%                                              |     |     |     |
| april 2019    | Sentio            | 41%          | 43% Noordse samenwerking | 2%                                               |     |     |     |
| november 2018 | Eurobarometer     | 60%          | 31%                      | 9%                                               |     |     |     |
| november 2017 | Eurobarometer     | 52%          | 37%                      | 11%                                              |     |     |     |
| november 2016 | Eurobarometer     | 57%          | 39%                      | 4%                                               |     |     |     |
| maart 2016    | Analyseenheden 4V | 30%          | 27%                      | 34% Wacht af en beslis later 9% Ik weet het niet |     |     |     |
| november 2015 | Eurobarometer     | 65%          | 30%                      | 5%                                               |     |     |     |
| november 2014 | Eurobarometer     | 73%          | 25%                      | 2%                                               |     |     |     |
| november 2013 | Eurobarometer     | 75%          | 22%                      | 3%                                               |     |     |     |